# Cristiano Gatti
Cristiano Gatti (1957) è un giornalista e scrittore italiano.

## Biografia
Cristiano Gatti, laureato in economia, vive a Bergamo, dove ha iniziato la sua carriera al Giornale di Bergamo e quindi a BergamoOggi. Successivamente passa al Giorno, dove diventa inviato speciale. Dal 1994 al 2015 è inviato e opinionista de Il giornale: si occupa, in particolare, di attualità, cronaca e costume. Dal 2014 al 2019 scrive sul Corriere della Sera. È opinionista di tuttobiciweb.it. Dirige il giornale online altroPensiero.net. Nel corso della sua carriera ha collaborato con diverse testate nazionali (Europeo e Gente) e locali (L'Eco di Bergamo).
Ha scritto: La grande idea (2003), L'amore sublime (2005), Memo e il generale (2009), Negli anni, l'amicizia (2016), Il Natale di Maggio (2021), tutti pubblicati da Prima Pagina Edizioni. Per Aviani&Aviani editori, con Ario Gervasutti, Romanzo imPopolare (2019).
Ha vinto diversi premi giornalistici.

## Premi
- Premio Gruppo lombardo giornalisti sportivi "Gino Palumbo", Milano 2012;
- Premio Piedicastello Letterario e Giornalistico Internazionale (sezione servizi giornalistici) per l'articolo "Morte in classe", quotidiano Il giornale, Guardialfiera, 29 novembre 2003;
- Premio di Giornalismo Sportivo "Gualtiero Zanetti", Vescovato, 10 maggio 1993.